# The Brain That Wouldn't Die
The Brain That Wouldn't Die este un film SF american din 1962 regizat de Joseph Green. În rolurile principale joacă actorii Herb Evers, Adele Lamont.

## Prezentare
Dr. Bill Cortner (Jason Evers) face experimente privind tehnicile de transplant pentru a ține capul prietenei sale Jan Compton (Virginia Leith) în viață, după ce aceasta a fost decapitată într-un accident de mașină. Apoi doctorul merge la vânătoare în căutarea unui nou corp.

## Actori
- Jason Evers
- Virginia Leith
- Leslie Daniels
- Adele Lamont
- Bonnie Sharie
- Paula Maurice
- Eddie Carmel